# Paro minero en Colombia de 2025
En agosto de 2025, se dio inicio al paro minero en el departamento colombiano de Boyacá contra el gobierno de Gustavo Petro.

## Acontecimientos
El 4 de agosto se dio inicio al paro, declarándose con carácter indefinido.
El 5 de agosto se reportó que los protestantes bloquearon el cruce a Cucunubá en Ubaté, además de en Ventaquemada. Se informó la adhesión de más de 300 personas a las marchas con apoyo de los municipios de Gachetá, Gachalá, Gama y Junín. Se reportó que, debido a los bloqueos, un hombre falleció debido a la falta de atención médica.

## Consecuencias
El 5 de agosto se reportó la caída de más de 20% de los viajes desde la Terminal del Norte de Bogotá. La Federación Colombiana de Ciclismo anunció la cancelación de la quinta etapa de la Vuelta a Colombia 2025.